# 里昂中法大学
里昂中法大学（法語：Institut franco-chinois de Lyon）是曾位于法国里昂的一所大学。1920年冬，蔡元培、李石曾与法国里昂市长赫礼欧主持建立，至1950年停辦。

## 历史
1921年7月8日在法国里昂圣伊雷内堡正式成立。吴敬恒担任首任校长。学校的管理由中法双方共同负责。资金由法方和中方共同筹集。自1926年起，中法庚子赔款部分资金开始资助该校。里昂中法大学是中国在海外设立的唯一一所大学类机构，曾为中国培养了大批优秀人才。
第一批127名中国留学生于1921年9月25日抵达里昂。学生人数在1936年之前一直处于稳定的水平。后因国际局势的变动，学校的招生工作也逐步停顿，1946年录取了最后一个（女）学生，而后学校终止运作。1950年该大学停办。在里昂中法大学25年的历史中，官方登记在册的共计有473名学生。中国留学生虽然在该校注册，但学校实际上只是学生寄宿舍，学生则在里昂大学各学院或专门学校进行学习。

### 争回里大事件
1921年，利用庚子賠款創辦里昂中法大學的李石曾藉機招收親戚子弟，赵世炎与蔡和森發起“争回里大”、佔領里昂中法大學校舍的運動。9月19日，赵世炎和李立三、王若飞、李维汉等人率领來自法國各地的中國學生抵達里昂，21日，作為代表的趙世炎、陈毅、蔡和森與中法大学秘书长褚民谊谈判，但談判破裂。學生們強行佔領校舍。之後，中法大学校长儒班聯繫了驻法公使陳籙，陳籙報警，褚民谊和警察沒收了學生們的护照，並將他們押入兵营。赵世炎和蔡和森等開始絕食抗議，後來趙世炎逃出了兵營，向吴稚晖尋求幫助，但被吳拒絕。最後在章士钊的斡旋下，學生們被遣返回國。

## 与中法大学的关系
位于法国的里昂中法大学、比利时的晓露槐工业专修馆、位于巴黎的留学事务所以及华侨教育事务所。它们同是隶属于中法大学海外部。

## 历史上的作用
里昂中法大学在中法两国的教育、文化交流方面发挥了重要作用，它在促进法国学术文化在中国传播的同时，也向法国人民介绍了中国文化，加深了法国人民对中国的了解。
出名學生：常書鴻、戴望舒、敬隐渔、林克明、潘玉良、蘇雪林、張若名、朱锡侯等。
周恩來、鄧小平和陳毅，雖然在法國有留學過，都不是里昂中法大學的學生。

## 新里昂中法大学
新里昂中法大学成立于2014年，计划由里昂大都会区政府、里昂市政府、里昂工商会和里昂经济发展署（ADERLY : ADERLY : Agence pour le Développement Économique de la Région Lyonnaise ）发起。